# Čarolija (televizijska serija)
Čarolija (ita. Incantesimo) je talijanska sapunica usredotočena na događaje klinike Life u Rimu i na sentimentalne priče liječnika, medicinskih sestara i odvjetnika koji u njoj rade.
Autor i pisac serije je Maria Venturi. Za glazbu u seriji su zaslužni Guido i Maurizio De Angelis. Interpretatorica tematske pjesme Questo incantesimo je pjevačica Alma Manera. Sapunica je prikazivana između 1998. i 2008. u deset sezona na programima Rai 1 i Rai 2 talijanske nacionale televizije RAI.
U Hrvatskoj se sapunica premijerno prikazivala na programima HTV 1 i HTV 2 od 28. lipnja 1999. do 4. lipnja 2010. godine, s reprizama prve tri sezone na RTL-u od 27. listopada 2006. do 11. siječnja 2007. godine.

## Opis
Rim, Italija. Radnja se odvija u klinici Life koju vodi njezin ravnatelj Oscar Sensi.
U njoj su među zaposlenima Tilly Nardi, Luigi de Paoli, Aldo, dr. Alberto Curti i njegov mlađi brat, dr. Davide Curti, estetski kirurg. Bivši zaposlenik klinike bio su Albertov i Davideov otac, Umberto Curti, vrstan i vrlo poznat kirurg, Aldova majka Viola (zamijenio ju je Jacopo Davi) te Tillyina prijateljica Giovanni koja je otišla u Brazil.
Tijekom svojih epizoda, osobito u prvih šest sezona, osim ljubavnih priča, Čarolija se bavi i raznim društvenim temama i vijestima, kao što su ovisnost o drogama, nasilje nad ženama (uključujući femicid), imigracija, homoseksualnost, birokracija i druge teme.

## Pregled serije
Sapunica se u Hrvatskoj premijerno prikazivala na HTV 2 i HTV 1 od 1999. do 2010. godine.
Prvih osam sezona u Hrvatskoj ima više epizoda nego Italija zato što je jedna talijanska epizoda (100 minuta) podijeljena u dva dijela (svaka po oko 50 minuta).
Deveta i deseta sezona u Italiji traju po 25 minuta, pa su u Hrvatskoj dvije epizode spojene u jednu, pa svaka epizoda traje oko 45-50 minuta, sezone su pritom podijeljene u dva dijela jer se sapunica prikazivala samo u ljetnoj schemi HRT-a.
| Sezona | Epizode | Epizode  | Talijansko prikazivanje | Talijansko prikazivanje | Hrvatsko prikazivanje | Hrvatsko prikazivanje | Hrvatsko prikazivanje |
| Sezona |         |          | Premijera               | Finale                  | Premijera             | Finale                | Televizija            |
| ------ | ------- | -------- | ----------------------- | ----------------------- | --------------------- | --------------------- | --------------------- |
| 1      | 10      | 20       | 8. lipnja 1998.         | 13. srpnja 1998.        | 28. lipnja 1999.      | 22. srpnja 1999.      | HTV 2                 |
| 2      | 16      | 29       | 19. listopada 1999.     | 2. ožujka 2000.         | 5. srpnja 2000.       | 7. rujna 2000.        | HTV 2                 |
| 3      | 26      | 52       | 9. ožujka 2000.         | 30. siječnja 2001.      | 2. srpnja 2001.       | 27. rujna 2001.       | HTV 2                 |
| 4      | 26      | 52       | 6. ožujka 2001.         | 7. prosinca 2001.       | 10. srpnja 2002.      | 19. rujna 2002.       | HTV 2                 |
| 5      | 26      | 52       | 22. veljače 2002.       | 19. prosinca 2002.      | 30. lipnja 2003.      | 9. rujna 2003.        | HTV 2                 |
| 6      | 26      | 52       | 19. ožujka 2003.        | 10. prosinca 2003.      | 5. srpnja 2004.       | 17.rujna 2004.        | HTV 1                 |
| 7      | 30      | 60       | 8. rujna 2004.          | 11. svibnja 2005.       | 4. srpnja 2005.       | 23. rujna 2005.       | HTV 1                 |
| 8      | 27      | 54       | 23. rujna 2005.         | 14. lipnja 2006.        | 10. srpnja 2006.      | 21. rujna 2006.       | HTV 1                 |
| 9      | 240     | 1 – 55   | 8. siječnja 2007.       | 2. studenoga 2007.      | 2. srpnja 2007.       | 14. rujna 2007.       | HTV 1                 |
| 9      | 240     | 47 – 120 | 8. siječnja 2007.       | 2. studenoga 2007.      | 2. lipnja 2008.       | 17. rujna 2008.       | HTV 1                 |
| 10     | 160     | 1 – 49   | 7. siječnja 2008.       | 4. srpnja 2008.         | 6. srpnja 2009.       | 12. rujna 2009.       | HTV 1                 |
| 10     | 160     | 50 – 74  | 7. siječnja 2008.       | 4. srpnja 2008.         | 22. rujna 2009.       | 4. lipnja 2010.       | HTV 2                 |

## Likovi

### Glavni likovi
Prva i druga sezona
- Agnese Nano kao Barbara Nardi
- Vanni Corbellini kao Thomas Berger

Treća sezona
- Valentina Chico kao Caterina Masi
- Alessio Boni kao Marco Oberon

Četvrta sezona
- Vanessa Gravina kao Paola Dupré/Meg Ajello
- Giorgio Borghetti kao Michele Massa

Peta sezona
- Barbara Livi kao Martina Morante
- Lorenzo Flaherty kao Andrea Bini

Šesta sezona
- Antonia Liskova kao Laura Gellini
- Lorenzo Ciompi kao Luca Biagi

Sedma i osma sezona
- Samuela Sardo kao Giulia Donati
- Walter Nudo kao Antonio Corradi

Deveta sezona
- Giorgia Bongianni kao Elena Curti
- Massimo Bulla kao Davide Curti

Deseta sezona
- Sonia Aquino kao Rossella Natoli/Roberta Ruggeri
- Alessio Di Clemente kao Alberto Curti

### Ostali likovi
- Dr. Alberto Curti

Alberto Curti je jedan od zaposlenika klinike Life. Misli da svemoćan i bahat je. Supruga mu je bila Elena Curti, s kojom se poslije 10 godina brak razveo te se katkad zna svađati s njom. Zaključio je da su on i njegova supruga uništili sve što su zajedno stvorili. Poslije se njegov odnos s Elenom popravio. Njegovi sinovi su stariji Francesco i mlađi Marco.
- Dr. Davide Curti

Albertov mlađi brat, provodio je vrijeme u Americi. Bio je u vezi s Elenom (te s Danielom) dok ga ona nije ostavila te je naposljetku zaključio da jedino što nije uništio jest njegov odnos s nećacima. Doživio je prometnu nesreću zajedno s Elenom.
- Elena Curti

Albertova bivša žena. Bila je u vezi s Davideom neko vrijeme sve dok ga nije napustila. Umire zbog posljedica nesreće koje je doživjela kada se vozila u autu s Davideom.
- Umberto Curti

Albertov, Davideov i Jacopov otac. Jacopova majka bila mu je ljubavnica. Bivši je kirurg u Lifeu i "ubojica" Jacopove sestre Fabienne. Umro je nekoliko godina poslije njezine smrti od srčanog udara kojeg je dobio prilikom rasprave s Jacopovom majkom.   
- Jacopo Davì

Danielin muž i jedan od zaposlenika Lifea. Četrdesetak godina nije znao da mu je Umberto otac i ljubavnik njegove majke Lorene. Zbog toga joj je prestao vjerovati te je poslije kroz razgovor s Umbertom, otkrio i Lorenine pogreške. 
- Daniela Ferri (poslije Davì)

Jacopova sadašnja žena te voditeljica menze u Lifeu. Jacopu je rekla da mu je majka imala ljubavnika. Bila je u vezi s Davideom sve dok on nije rekao da voli Elenu. Nakon nekog vremena je znatno popravila odnos s njime.
- Aldo Dessi

Medicinski tehničar. Homoseksualac je i u vezi s Luigijem. Njegova majka Viola Dessi bila je napadana i ucjenjivana od strane Cesara Gomeza.
- Luigi de Paoli

U vezi s Aldom, također kao jedan od zaposlenika klinike. Kad je njegova prijateljica Carlotta postala trudna, našao pod pritiskom odgovornosti.
- Leila Bakhita

Crnkinja iz ratom pogođene Ruande. Pobjegla je iz zemlje u Italiju zajedno s još nekim stanovnicima njezine zemlje. Zaposlila se u klinici Life s lažnim podacima. U Italiji je bila ilegalno, što je znao i Cesareov sin Lorenzo. On joj je udvarao što je poslije pokušavao silom. Bila je zarobljena u jednoj prostoriji kuće te je pokušavala pobjeći što joj je naposljetku uspjelo, ali poslije se ponovno neočekivano vratila.